# Yalagüina
Yalagüina es un municipio del departamento de Madriz en la República de Nicaragua.

## Toponimia
Existen dos teorías acerca del origen del nombre de Yalagüina:
- Según el lingüista nicaragüense Alfonso Valle Candia significa "gente o pueblo de pescadores", de las voces matagalpa "Yal" que significa "pez" y "Guiña" "pueblo".

- Según el escritor Julián N. Guerrero, el nombre es de origen chorotega que significa "pueblo de las alturas o de los montes" de las voces "Yale o Yare" que significa "monte o altura" y de la voz "Guiña" que indica "Gente o Pueblo".

## Geografía
En término municipal limita al norte con el municipio de Totogalpa, al sur con el municipio de Pueblo Nuevo, al este con el municipio de Palacagüina y al oeste con el municipio de Somoto. La cabecera municipal está ubicada a 205 kilómetros de la capital de Managua.

## Historia

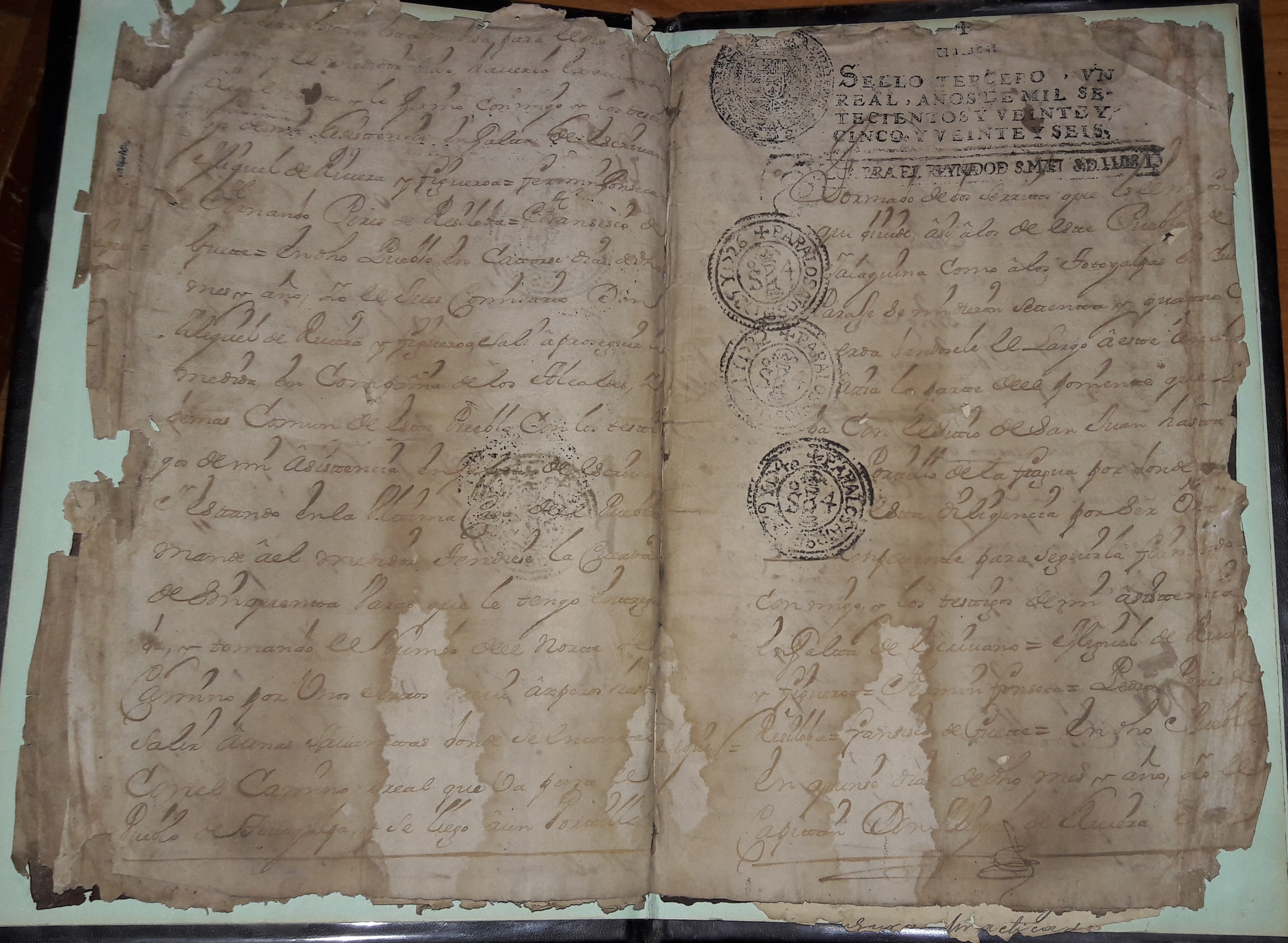
Título de tierras ejidales del municipio de Yalagüina.

Yalagüina es una antigua comunidad nativa mencionada ya en 1603 en la primera evaluación española de la Nueva Segovia. 
Sea como fuere, los aborígenes eran agricultores y artesanos que se dedicaban a trabajar con fibras de cabuya y de penca para hacer hamacas. También se dedicaban al trabajo del cuero y de la alfarería.
El municipio se fundó en 1725 y es el único que posee, por derecho de compra, un título real de tierras ejidales pertenecientes a la comunidad indígena. 
En el año de 1935, durante la intervención militar, soldados estadounidense destruyeron el centro antiguo.

## Naturaleza y clima
El municipio tiene un clima tropical de sabana de altura (seco), la precipitación pluvial oscila entre 1000 y 1200 mm, caracterizado por una buena distribución durante todo el año. Sin embargo, las aguas se han profundizado, debido a la tala indiscriminada y quemas que se han desarrollado últimamente. La temperatura anual oscila entre los 23 a 24 °C.
La vegetación del municipio es pobre y se compone principalmente de malezas y tacotales con una mínima presencia de pino y caoba, mientras que las cuencas de los ríos quedaron desérticas después del pase del huracán Mitch, por la destrucción de la flora y fauna.

## Economía
Yalagüina se caracteriza por ser uno de los municipios más pobres del departamento de Madriz. El 51% de las familias depende de la producción agropecuaria, para el autoconsumo y el resto son asalariados, que emigran a otros municipios en busca de trabajo para su manutención. Con relación a los productores, estos trabajan sin financiamiento debido a que sus tierras son de bajo rendimiento productivo. El cultivo predominante es la producción de granos básicos (maíz, fríjol, sorgo) para el autoconsumo.

## Localidades
Yalagüina tiene 22 comunidades rurales, 4 sectores y dos barrios urbanos, dividido en las 7 microrregiones siguientes:
1. Centro urbano con dos barrios.
2. Cerro Grande, Quebrada Arriba, Samascunda.
3. La Esperanza, Arado Quemado, San Antonio, Santa Ana.
4. El Chagüite, El Terreno, Cofradía.
5. San Ramón, La Cruz, Trapichito.
6. Los Encuentros, El Hatillo, Río Abajo, El Plan.
7. Las Cruces, El Jocote, La Muta.

## Demografía
Yalagüina tiene una población actual de 13,902 habitantes. De la población total, el 50% son hombres y el 50% son mujeres. Casi el 23.2% de la población vive en la zona urbana.

## Cultura
El 26 de julio de cada año se celebran las fiestas en honor Santa Ana, cuya venerada imagen según la tradición local fue traída desde El Salvador.